# Mononychus punctumalbum
Punto blanco (Mononychus punctumalbum) es un escarabajo de la familia de los gorgojos (curculiónidos) y la subfamilia Ceutorhynchinae distribuido por Eurasia. Mide entre cuatro y cinco milímetros. Suele encontrársele en el iris del pantano. Es de forma redonda y su punto blanco es fácil de reconocer. Se han descrito dos variantes de la especie.

## Características
Los escarabajos adultos se muestran activos en mayo o junio, cuando florecen los lirios. Los frutos jóvenes son comidos por los escarabajos que perforan sus troncos. A menudo estos agujeros se sitúan junto a la costura longitudinal que conecta con las tres cámaras de la cápsula de los frutos. Estas costuras son gruesas y permiten que los escarabajos tengan un buen agarre. Las plantas responden a la lesión segregando una savia pegajosa que sella el agujero. Al endurecerse el jugo se vuelve oscuro, por lo que la apertura aparece como una pequeña mancha de color marrón oscuro.